# Département du Haut-Nkam
Département du Haut-Nkam är ett departement i Kamerun.   Det ligger i regionen Västra regionen, i den västra delen av landet, 200 km nordväst om huvudstaden Yaoundé. Antalet invånare är 203 251. Arean är 958 kvadratkilometer.
Terrängen i Département du Haut-Nkam är huvudsakligen kuperad, men åt nordväst är den bergig.